# Cosmos (album)
Cosmos este cel de-al doilea album de studio al cântăreței de origine moldovenească Irina Rimes, publicat pe 10 decembrie 2018 sub egida Global Records. Ca și în cazul primului său album, toate cele doisprezece piese de pe Cosmos au fost scrise de Irina cu ajutorul echipei Quantum Music și a colaboratorilor săi frecvenți precum Alex Cotoi sau Andi Bănică. Discul a fost lansat împreună cu o carte ce poartă același nume și conține o serie de poezii scrise de Irina. Albumul-carte Cosmos a fost lansat în cadrul unui eveniment ce a avut loc la Teatrul Național de Operetă „Ion Dacian” din București, invitată fiind și actrița Maia Morgenstern, care a recitat câteva dintre poeziile incluse în carte.

## Conținut
- CD – Ediție Standard:

1. „Dorule” — 3:47
2. „Ce se-ntâmplă doctore?” — 2:58
3. „Băiatul meu frumos” — 4:21
4. „Beau” — 3:30
5. „În locul meu” — 2:54
6. „Cel mai bun prieten” — 3:00
7. „24:00” — 3:15
8. „Nicăieri” — 4:05
9. „Sarea de pe rană” — 3:37
10. „Dans” — 2:50
11. „Cel mai bun DJ” (feat. The Motans) — 3:13
12. „Nu știi tu să fii bărbat” — 3:14